# Anosognosia
La anosognosia (del griego: a, prefijo privativo + nosos, enfermedad + gnosis, conocimiento: "desconocimiento de la enfermedad") es la situación referida a los pacientes que no tienen percepción de sus déficits funcionales neurológicos.

## Descripción
La anosognosia es, por tanto, una negación de la propia patología neurológica: el paciente no admite que realmente le pasa algo, siendo la causa de este déficit un daño orgánico que realmente está impidiéndole dicha percepción. 
Es necesario, por tanto, distinguir la anosognosia de la negación, en la que el paciente realmente sabe que algo le ocurre, pero no está dispuesto a admitirlo por las repercusiones emocionales que implica.

## Patologías en las que aparece
La anosognosia puede darse en diferentes patologías neurológicas dificultando en general el proceso rehabilitador. Algunas de las patologías en las que aparece son:
- Enfermedad de Alzheimer y otros trastornos demenciales.
- Deterioro de las funciones ejecutivas por un daño en el lóbulo parietal.
- Accidentes cerebrovasculares (ACV).
- Algunos trastornos de la memoria como el Síndrome de Korsakoff.
- Ceguera cortical.
- Afasia de Wernicke.